# دهه ۱۷۸۰ (میلادی)
دهه ۱۷۸۰ (میلادی) صد و هفتاد و هشتمین دهه تقویم میلادی است.

## رویدادها
در سال 1780 مردم تمایل به پوشیدن سبک جدید از لباس رو آوردن آنها لباس های گشاد و راحت را ترجیح میدادن و موسیقی هایی که خوانندگان آنها صدای خشن تری داشتن پر مخاطب تر بود و لباس هایی با رنگ شاد پا به میدان مد گذاشتن و به طور کل مردم دچار تحول روانی عمیقی شدن

## درگذشتگان
‎